# ناتان براند
ناتان براند (بالإنجليزية: Natan Brand)‏ هو عازف بيانو أمريكي، ولد في 1 أغسطس 1944 في القدس في إسرائيل، وتوفي في 10 ديسمبر 1990 في نيويورك في الولايات المتحدة.

## روابط خارجية
- ناتان براند على موقع أول ميوزيك (الإنجليزية)